# Замойский, Александр Август
Александр Август Замойский (пол. Aleksander August Zamoyski; 1770, Варшава — 6 декабря 1800) — польский аристократ, 11-й ординат на Замостье (с 1792 года).

## Биография

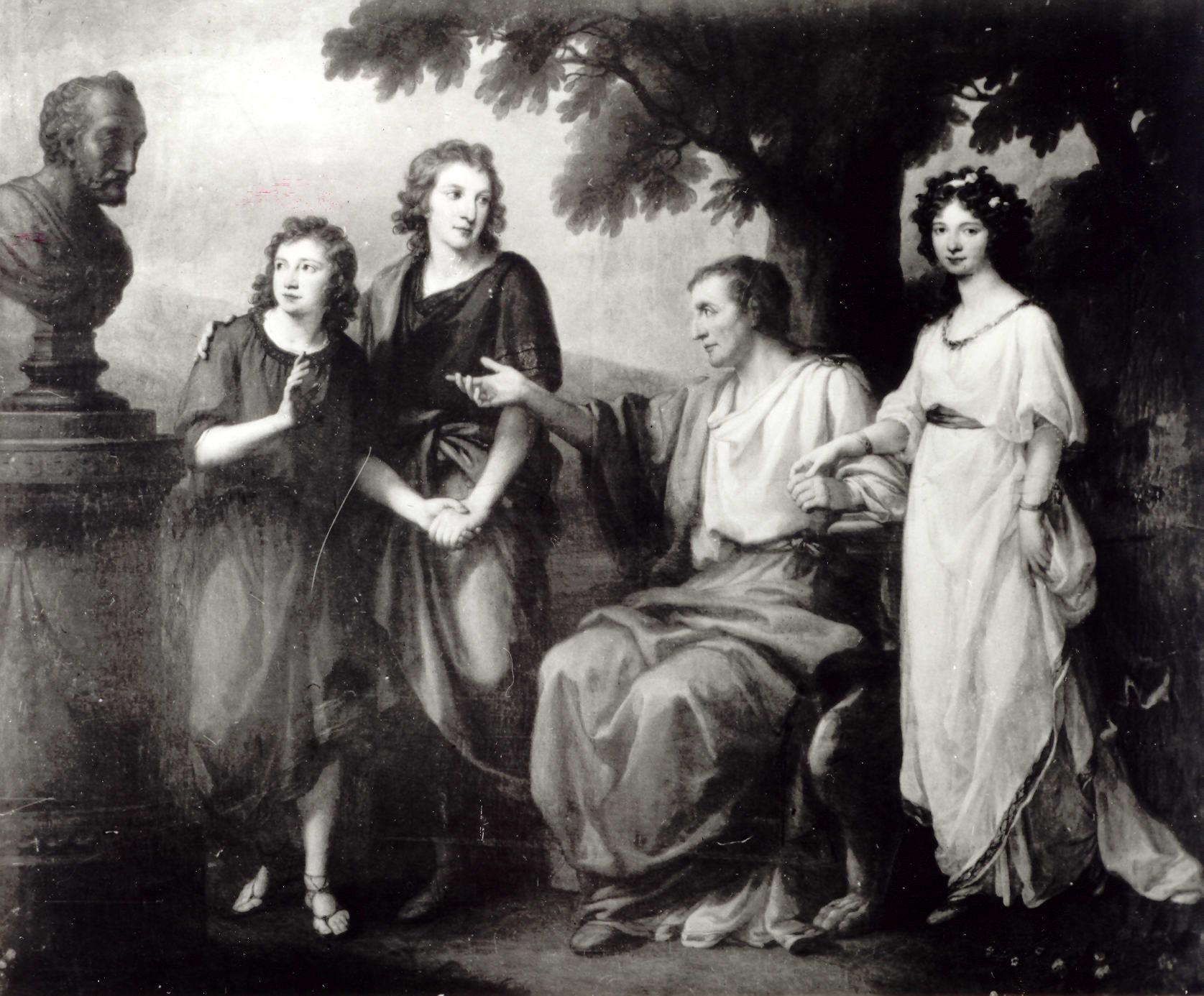
Ангелика Кауфман, канцлер Анджей Замойский с детьми перед бюстом Яна Замойского, основателя Замойской ординации (1793)

Родился в 1770 году в Варшаве. Старший сын Андрея Замойского (1716—1792), канцлера великого коронного (1764—1767) и 10-го ордината на Замостье (1790—1792), и княгини Констанции Чарторыйской (1742—1792), дочери ловчего великого коронного, князя Станислава Костки Чарторыйского (ум. 1766), и Анны Рыбинской (ум. 1778).
С 1781 года вместе с братом Станиславом Косткой были воспитанниками Станислава Шташча. В 1790 году семья Замойских отправилась в десятимесячное путешествие в Италию. Памятником этой поездки стал портрет Андрея Замойского с детьми, сделанный в Риме художницей Ангеликой Кауфман по заказу Констанции Замойской.
После смерти отца в феврале 1792 года как старший сын унаследовал Замойскую ординацию. Так как ему еще не было 30 лет, требуемых уставом избирательного кодекса, его мать должна была получить разрешение от короля Речи Посполитой Станислава Августа Понятовского и императора Леопольда II (значительная часть Замойской ординации в результате 1-го Раздела Речи Посполитой находилась в монархии Габсбургов). Двадцатидвухлетний Александр Замойский принес в качестве ордината 12 марта 1792 года.
В результате сотрудничества ордината и керамиста Франца Мезера на территории Замойского ордена, в Томашув-Люблинском, в 1794 году была основана фаянсовая и фарфоровая мануфактура.
В 1796 году Александр Август Замойский женился на Марианне Грановской (1774—1846), разведённой с Адамом Хрептовичем. Через год после свадьбы Александр и Мария переехали в окруженный лесами особняк в зверинце. В браке не было детей.
В 1799 году 11-й ординат купил у Франциска Белинского имение Козлувка.
Александр внезапно умер 6 декабря 1800 года, во время операции. Врач, разрезавший язву на шее ордината, повредил артерию, и пациент истек кровью. Как и все ординаты, похоронен в Замойской коллегии.
После смерти Александра Августа Замойскую ординацию унаследовал его младший брат, Станислав Костка Замойский. Козлувка досталась его сестре Анне Ядвиге Замойской, а замужестве — Сапеге, а вдова Марианна Грановская, получила право на пожизненное владение всем козлувецким имуществом.